# Encyclopédie berbère
 (octobre 2021).
L'Encyclopédie berbère est une encyclopédie lancée en 1984 par Gabriel Camps, sous l’égide du Conseil international de la philosophie et des sciences humaines de l’UNESCO. Cet ouvrage, paru aux éditions Édisud (jusqu'en janvier 2008) puis aux éditions Peeters (depuis décembre 2010), est un travail de collaboration de spécialistes scientifiques au niveau international.
Cette œuvre aborde un  angle pluridisciplinaire.

## Présentation
Initiée en 1984 en France, la publication de l'Encyclopédie berbère constitue l'un des évènements importants de la connaissance sur les Berbères dans la période post-coloniale.
Son premier volume est le fruit d'un prototype, pensé dès 1970  par Gabriel Camps, professeur à l'Université de Provence, et son équipe. À cette époque, les grands axes de cet ambitieux projet éditorial étaient déjà programmés avec, pour objectif, l'idée de rassembler et de mettre à disposition les savoirs sur le monde berbère jusque-là dispersés et fragmentés[source insuffisante]. Depuis son décès en septembre 2002, elle est dirigée et poursuivie – selon son souhait – par Salem Chaker, professeur de langues berbères à l'INALCO (Paris), puis à l'Université d'Aix-Marseille (Aix-en-Provence)[source insuffisante].
L'Encyclopédie berbère rejoint, à partir du fascicule 30 (avant décembre 2010), la maison d'édition Peeters Publishers (Louvain), déjà engagée dans le champ des études berbères[source insuffisante].
Les principales disciplines de l'Encyclopédie berbère couvrent la linguistique, la littérature, les sciences historiques, la géographie et l'ethnologie-anthropologie[source insuffisante].

## Historiographie
En 2006, dans un ouvrage destiné à l'agrégation d'histoire, l'historien Giusto Traina estime que l'Encyclopédie berbère constitue un ouvrage de recherche important et « indispensable pour l'antiquisant », bien qu'elle soit caractérisée par un « berbérocentisme » évident. Plus sévère, l'historien Ramzi Rouighi critique en 2019 un projet qui, selon lui, contribue au processus de « berbérisation du passé » en proposant de nombreuses entrées à la rhétorique souvent « anachroniqu[e], idéologiqu[e] et un peu trop confiant[e] », traduisant une tendance des berbéristes francophones à mettre l'accent sur la préhistoire et les temps anciens dans une recherche d'antiquité fondée sur l'anthropologie, la linguistique ou encore la biologie, plutôt que sur la recherche historique, relevant particulièrement que « les entrées sur la période médiévale se distinguent par leur familiarité inégale avec les sources ».

## Comité et conseil scientifiques
L'Encyclopédie berbère est le travail d'une équipe éditoriale et de consultants extérieurs spécialistes :
- Fondateur de la publication : Gabriel Camps
- Directeur de la publication :
  - Gabriel Camps (1984–2002)
  - Salem Chaker (à partir de 2002)
- Conseil scientifique - comité de rédaction :

| Auteur                   | Discipline(s)                              |
| ------------------------ | ------------------------------------------ |
| Dahbia Abrous            | Anthropologie socioculturelle              |
| Abdellah Bounfour        | Littérature                                |
| Henriette Camps-Fabrer   | Préhistoire et technologie                 |
| Hélène Claudot-Hawad     | Ethnologie et anthologie (touaregs)        |
| Jehan Desanges           | Histoire ancienne et géographie historique |
| Slimane Hachi            | Préhistoire                                |
| Camille Lacoste-Dujardin | Ethnologie (Kabylie)                       |
| Jean-Pierre Laporte      | Histoire ancienne                          |
| Amina Mettouchi          | Linguistique                               |
| Kamal Naït-Zerrad        | Langue et linguistique                     |
| Karl-Gottfried Prasse    | Linguistique                               |
| Colette Roubet           | Préhistoire                                |
| Luigi Serra              | Linguistique                               |
| Pol Trousset             | Histoire ancienne                          |

- Parrainage scientifique et/ou concours scientifique régulier :

| Auteur                          | Discipline(s)            |
| ------------------------------- | ------------------------ |
| Mohammed Arkoun                 | Islamologie              |
| Edmond Bernus                   | Touaregs                 |
| Jacinto Bosch Vilá              | Al-Andalus               |
| Marie-Claude Chamla             | Anthropologie biologique |
| Dominique Champault             | Ethnologie               |
| Robert Chenorkian               | Préhistoire              |
| Olivier Dutour                  | Anthropologie            |
| M'hamed Hassine Fantar          | Punique                  |
| Marceau Gast                    | Ethnologie, touaregs     |
| Ernest Gellner                  | Sociétés marocaines      |
| Jean-Marie Lassère              | Histoire ancienne        |
| Jean Leclant                    | Égyptologie              |
| Tadeusz Lewicki                 | Moyen Âge                |
| Yves Modéran                    | Histoire ancienne        |
| Georges Souville                | Préhistoire              |
| Joaquín Vallvé Bermejo (es)     | Al-Andalus               |
| María Jesús Viguera Molins (es) | Al-Andalus               |

## Volumes
Liste complète des volumes de l'Encyclopédie berbère.
| Volume | Titre                                       | Année |
| ------ | ------------------------------------------- | ----- |
| 1      | Abadir - Acridophogie                       | 1984  |
| 2      | Ad - Aǧuh-n-Tahlé                           | 1985  |
| 3      | Ahaggar - Alī ben Ghaniya                   | 1986  |
| 4      | Alger - Amzwar                              | 1986  |
| 5      | Anacutas - Anti-Atlas                       | 1988  |
| 6      | Antilopes - Arzuges                         | 1989  |
| 7      | Asarakae - Aurès                            | 1989  |
| 8      | Aurès - Azrou                               | 1990  |
| 9      | Baal - Ben Yaska                            | 1991  |
| 10     | Beni Isguen - Bouzeis                       | 1991  |
| 11     | Bracelets - Caprarienses                    | 1992  |
| 12     | Capsa - Cheval                              | 1993  |
| 13     | Chèvre - Columnatien                        | 1994  |
| 14     | Conseil - Danse                             | 1994  |
| 15     | Daphnitae - Djado                           | 1995  |
| 16     | Djalut - Dougga                             | 1995  |
| 17     | Douiret - Eropael                           | 1996  |
| 18     | Escargotière - Figuig                       | 1997  |
| 19     | Filage - Gastel                             | 1998  |
| 20     | Gauda - Girrel                              | 1998  |
| 21     | Gland - Hadjarien                           | 1999  |
| 22     | Hadrumetum - Hidjaba                        | 2000  |
| 23     | Hiempsal - Icosium                          | 2000  |
| 24     | Ida - Issamadanen                           | 2001  |
| 25     | Iseqqemâren - Juba                          | 2003  |
| 26     | Judaïsme - Kabylie                          | 2004  |
| 27     | Kairouan - Kifan Bel-Ghomari                | 2005  |
| 28-29  | Kirtēsii - Lutte                            | 2008  |
| 30     | Maaziz - Matmata                            | 2010  |
| 31     | Matmora - Meẓrag                            | 2010  |
| 32     | Mgild - Mzab                                | 2010  |
| 33     | N - Nektiberes                              | 2012  |
| 34     | Nemencha - Nybgenii                         | 2012  |
| 35     | Oasitae - Ortaïas                           | 2013  |
| 36     | Oryx - Ozoutae                              | 2013  |
| 37     | Pacte - Phonologie                          | 2015  |
| 38     | Phouti - Protoberbère                       | 2015  |
| 39     | Protohistoire - Quinquegentanei             | 2015  |
| 40     | (Protohistoire: Tunisie) Rabah - Rhinocéros | 2017  |
| 41     | Rif - Rusuccenses                           | 2017  |
| 42     | Saboides - Sidi Slimane                     | 2019  |
| 43     | Siga - Syphax                               | 2019  |